# Maryna Arzamasava
Maryna Arzamásava (Minsk; 17 de diciembre de 1987) es una atleta bielorrusa, especialista en la prueba de 800 m, con la que ha logrado ser campeona mundial en 2015.

## Carrera deportiva
En el Campeonato Europeo de Atletismo de Zúrich 2014 ganó la medalla de oro en los 800 metros, con un tiempo de 1:58.15 segundos, llegando a meta por delante de la británica Lynsey Sharp y la polaca Joanna Jóźwik (bronce con 1:59.63 segundos).
Al año siguiente, en el Mundial de Pekín 2015 gana la medalla de oro en los 800 m, por delante de la canadiense Melissa Bishop y la keniana Eunice Jepkoech Sum.